# Centro de Deportes de Invierno de la UBC
The Doug Mitchell Thunderbird Sports Centre (comúnmente llamado UBC Winter Sports Centre, Centro de deportes de invierno de la UBC) es un pabellón cubierto perteneciente a la Universidad de la Columbia Británica, situado a las afueras de la ciudad de Vancouver. En él juegan como anfitriones los UBC thunderbirds tanto en hombres como en mujeres. El complejo consta de 3 pistas de hielo que fueron usadas durante los Juegos Olímpicos de Vancouver 2010.

## Historia

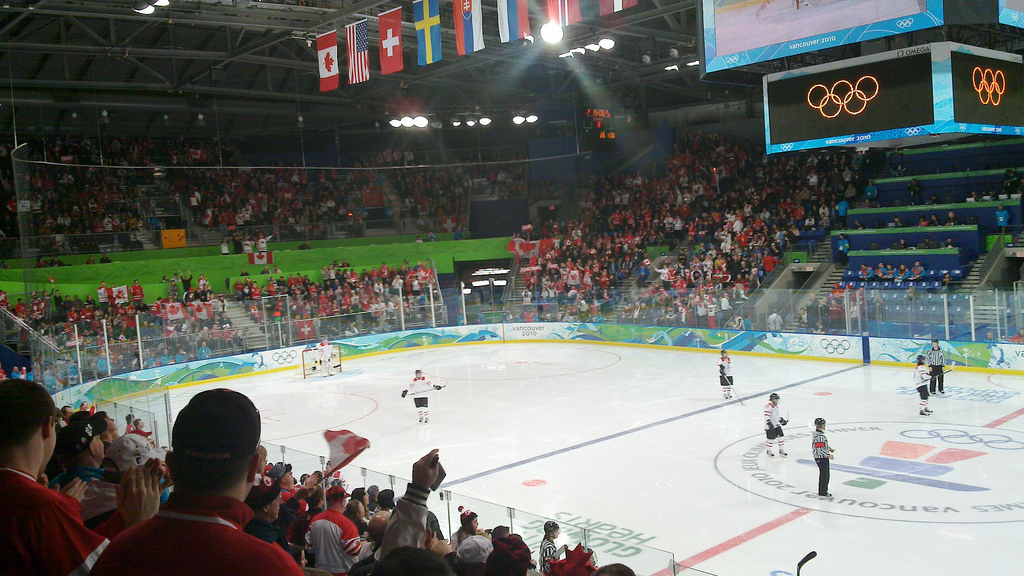
Interior del estadio

La instalación fue construida alrededor de una vieja instalación de hockey sobre hielo, la histórica Father Bauer Arena, fue inaugurada en octubre de 1963. Se llamó así en honor a David Beuer y Bob Hindmarch quienes establecieron el primer equipo nacional de Canadá en la UBC en 1963 en preparación para los Juegos Olímpicos de invierno de 1964. El UBC Thunderbird Arena reemplazó al antiguo complejo como pista para los UBC Thunderbirds.
La pista de hielo principal tiene 5.033 asientos permanentes además de otros 1800 temporales que son instalados para ciertos eventos, como conciertos o campeonatos, lo que incrementa la capacidad a más de 6800 asientos. Las otras pistas son la Father Bauer Arena y la pista C las cuales tienen capacidad para 980 y 200 espectadores respectivamente.
La construcción de la instalación comenzó en abril de 2006 con la renovación de la pista Father Bauer Arena y la construcción de una tercera pista menor. El nuevo complejo fue inaugurado el 7 de julio de 2008
El 21 de agosto de 2009, el Thunderbird Sport Center fue renombrado a Doug Mitchell Thunderbird Sport Center en honor de Doug Mitchell, alumno y abogado de la UBC además de jugador profesional.